# 정뇌경
정뇌경(鄭雷卿, 1608년~1639년)은 조선의 관료, 정치인이다. 을사삼간(乙巳三奸) 정순붕(鄭順朋)의 현손이며, 경기도사 정담(鄭䃫)의 증손으로, 할아버지는 진사 정지겸(鄭之謙)이고, 아버지는 생원 정환(鄭晥)이며, 어머니는 증병조참판 서주(徐澍)의 딸이다. 본관은 온양(溫陽). 자(字)는 진백(震伯), 호(號)는 운계(雲溪).

## 생애
1630년(인조 8) 별시 문과에 장원으로 급제해 성균관전적이 되고, 그 뒤 공조·예조·병조의 좌랑을 거쳐 부수찬·수찬 및 지평·정언 등의 언관을 역임하였다. 대간에 임명되자 간신 순붕의 현손임을 들어 스스로 탄핵하기도 하였다. 1636년 병자호란으로 왕이 남한산성에 피난갈 때 교리로 호종(扈從)하였다.
이듬해 봄 인조가 청나라 태종에게 항복한 뒤 소현세자(昭顯世子)가 볼모로 청나라 심양(瀋陽)에 잡혀가자 자청해 수행했으며, 1639년 필선으로 승진해 심양에서 세자를 보위하였다.
당시 청나라에는 1618년(광해군 10) 건주위(建州衛) 정벌 때 도원수 강홍립(姜弘立)을 따라갔다가 포로가 된 정명수(鄭命壽)·김이(金伊) 등이 우리 나라 사정을 청나라에 알려주면서 청나라 황제의 신임을 얻고 있었다. 또한 양국간의 통역을 담당하면서 임금을 모독하고 조신(朝臣)을 업신여기며, 관직이나 뇌물을 요구하는 등 갖은 행패를 부렸다.
그는 이들을 제거하고자 기회를 엿보던 중 마침 이들이 우리 나라에서 청나라에 보내는 세폐(歲幣)를 도둑질하자, 이들과 사이가 좋지 않은 청나라 사람을 시켜 그 죄상을 고발하고 그들의 처벌을 주장하였다. 그러나 이미 증거를 없앤 뒤여서 도리어 청나라 관헌에 잡혀 처형당하였다.
소현세자와 봉림대군(鳳林大君: 효종)이 자기 옷을 벗어 염(斂)을 했다 한다. 처음에 도승지에 추증되었다가 다시 이조참판에 추증되었으며, 뒤에 찬성을 더하였다. 시호는 충정(忠貞)이다.

## 같이 보기
- 정뇌경 묘지석 및 함

## 참고 문헌
- 『인조실록(仁祖實錄)』
- 『국조방목(國朝榜目)』
- 『국조인물고(國朝人物考)』
- 『연려실기술(燃藜室記述)』
- 『순암집(順菴集)』
- 『고산유고(孤山遺稿)』
- 『심양일기(瀋陽日記)』